# عمود دافئ

مثال لعمود دافئ بين الأرض والسحاب.

عمود دافئ (بالإنجليزية: Thermal أو Thermal column) هو عمود هواء دافئ صاعد ينتج في الجو بسبب الإشعاعات الشمسية على سطح الأرض وصعود الهواء الساخن الملامس للأرض إلى أعلى. ويسمى صعود الهواء الساخن علميا حمل حراري حيث يحدث تلقائيا ويعمل على انتقال الحرارة من أسفل إلى أعلى في الطبقة الهوائية القريبة من الأرض خلال النهار، كما يتسبب هذا التيار الصاعد الساخن في تيارات هوائية محيطة باردة هابطة من ارتفاع عدة مئات الأمتار لملامسة سطح الأرض.
يشعر متسلقوا الجبال بالأعمدة الدافئة الصاعدة غالبا بعد الظهر عند هبوطهم من على الجبل كريح دافئة صاعدة من أسفل الجبل إلى أعلى، كما يستغل الطيارون بالطائرات الشراعية تلك الأعمدة الدافئة للصعود إلى طبقات عليا في الجو. وبخبرتهم يمكنهم معرفة تلك الأعمدة الدافئة الصاعدة في الجو ويتجهون نحوها عمدا ويلتفوا بطائراتهم حول العمود الصاعد فيرتفعون معه ويكتسبون بذلك ارتفاعات كبيرة. ويتعرف هواة الطيران الشراعي في مصر على تلك الأعمدة الصاعدة من بعيد عن طريق مراقبة الحدادي التي تتجمع فيها وتحوم وتدور في تلك الأعمدة الهوائية الدافئة فتصل بلا عناء إلى ارتفاعات هائلة.
من وجهة أخرى يتسبب العمود الدافئ الصاعد في نشأة ريح هابطة تسمى ريح الوادي، وأحيانا نرى العمود الصاعد في الصحراء والأراضي الفسيحة الدافئة حيث تتجمع بداخل العمود أتربة وغبار تلتف حول نفسها في العمود وترتفع معه إلى أعلى.

## نشأتها

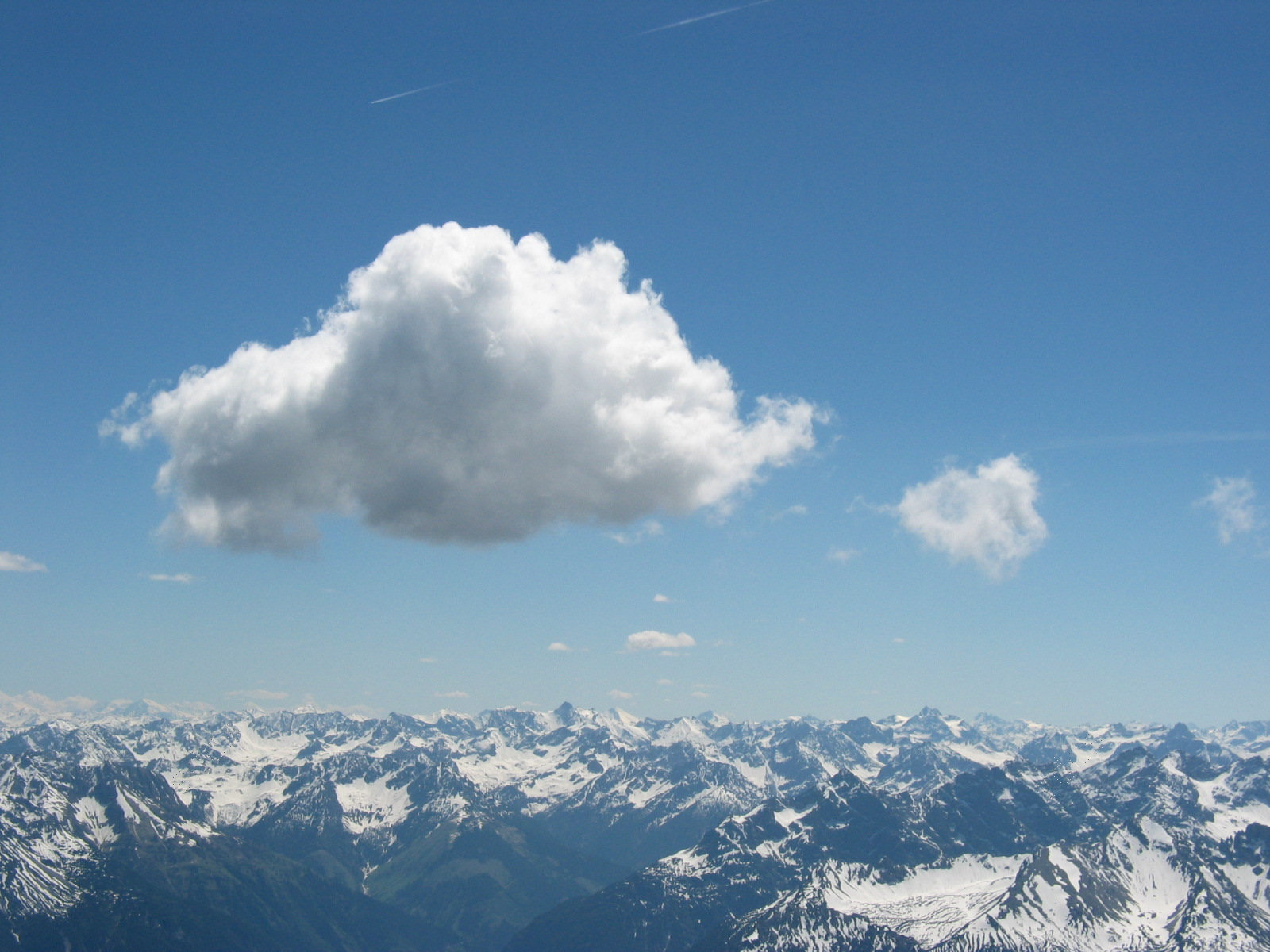
Cumulus cloud

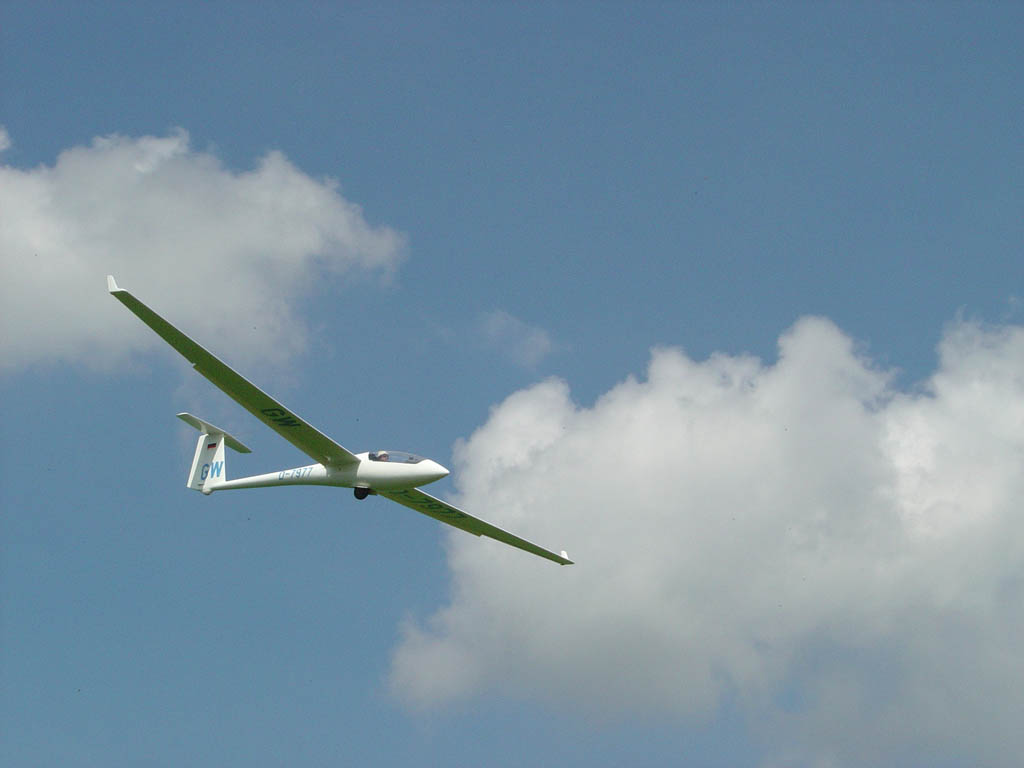
طائرة شراعية أثناء الهبوط.

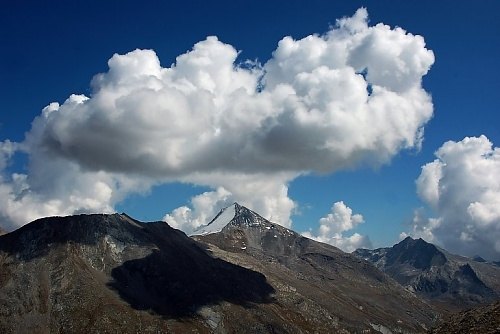
سحابة كومولوس ثابتة فوق حافة أحد الجبال.

يحتاج تكون الأعمدة الدافئة إشعاع شمسي كاف على أرض مناسبة. تسخن طبقة الهواء الملامسة للأرض في المنطقة المناسبة وترتفع إلى أعلى عندما يتجمع فيها كمية كبيرة من الهواء الدافئ. ويمكن للهواء الساخن أن يسلك مسلكه إلى أعلى بطريقتين: 
- عمود دافي تجمعي: وفيه ترتفع «وسادة» هوائية من الأرض إلى أعلى ويمكن ملاحظتها من خلال انزياح ريح باردة مهيجة للغبار إليها لشغل الفراغ المتخلف عن العمود الصاعد. ويشعر راكب الطائرة الشراعية بهذا حيث يلاحظ فجأة ارتفاعا سريعا لطائرته يكتسب معه ارتفاعا، ثم يخلف الارتفاع مرحلة هبوط رغم عدم ابتعاده عن المكان.
- عمود دافئ خرطومي: وفيه ينشأ عمود هوائي دافئ متواصل قادم من الأرض حيث يستمر نزوح هواء بارد من الجوانب إلى المساحة الأرضية الساخنة فيسخن هذا الهواء أيضا ويرتفع، وهكذا. ونظر لأن الهواء الساخن المرتفع إلى أعلى يبرد رويدا رويدا فيمكن ان يتصل درجة حرارته إلى حد تكثف البخار وتكوين سحاب. يسمي أخصائيوا الأرصاد الجوية هذا النوع من السحاب «سحاب كومولوس» ووجود مثل تلك السحابة هي علامة على وجود العمود الدافئ. وإذا كان الهواء جافا بحيث لا تتكون سحابة من العمود الدافئ فيُسمى ذلك «عمود دافئ أزرق» - حيث تبقى السماء صافية زرقاء. ويمكن أيضا ملاحظة تلك الأعمدة الدافئة الجافة لوجود غبار فيها، وكذلك من وجود طيور تحوم دائريا فيها، أو طائرات شراعية. كما من الممكن أن ينشأ عن سحب الكولوموس رعد وبرق.

يتوقف العمود الدافئ الصاعد عندما يصل طبقة تربوبوز.

## اقرأ أيضا
- ريح هابط
- غلاف الأرض الجوي
- ستراتوسفير
- تربوبوز